# Journée sans achat
Pour les articles homonymes, voir BND (homonymie).

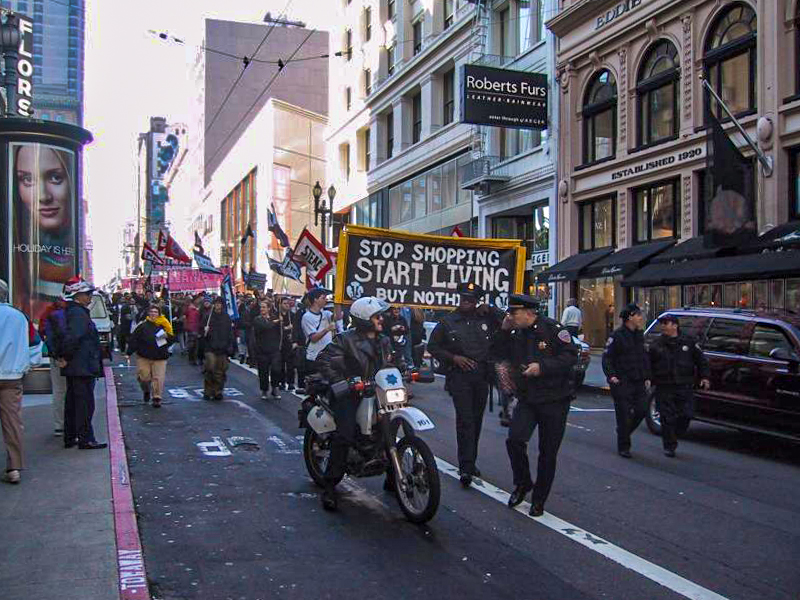
Manifestation à San Francisco en 2000. Sur la banderole est écrit Stop shopping / Start living / Buy nothing (« Arrêtez de faire les magasins / Commencez à vivre / N'achetez rien ».

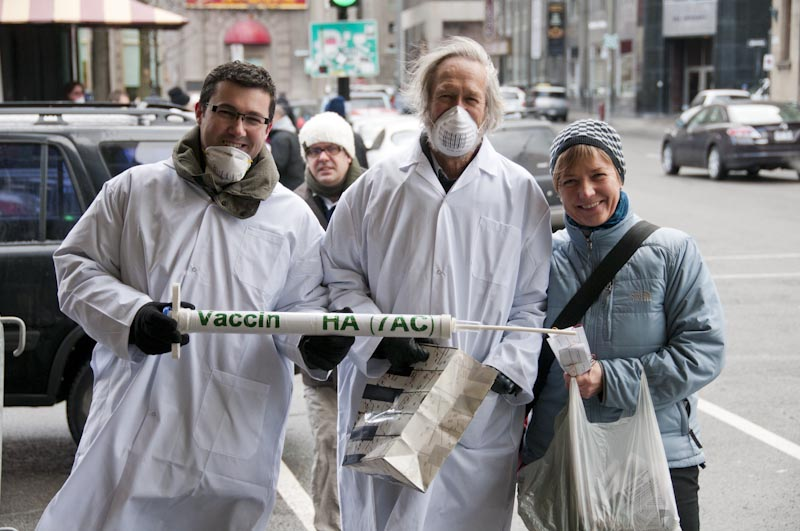
RQSV-JSA-2010-16

La journée sans achat (en anglais : Buy Nothing Day, BND) est une manifestation non violente de boycott des achats, pour protester contre le gaspillage de la société de consommation. Reprise internationalement par Adbusters, l'opération fut lancée en 1992 par le canadien Ted Dave avec le slogan « enough is enough! » (« trop, c'est trop ! »). La première fois, elle s'appelait « No shop day ».
Les organisateurs de cette manifestation justifient leur action pour protester contre la société de consommation et ce qu'elle entraîne : dégradation de l'environnement, exploitation des populations ou encore perte des valeurs humaines, emprise de la publicité qui pousse à avoir plutôt que d'être.
La Journée mondiale sans achats a lieu le dernier vendredi (Amérique du Nord) ou samedi (Europe) de novembre.

## Au Québec
Au Québec, le Réseau québécois pour la simplicité volontaire (RQSV) organise tous les ans depuis 2009 une activité spéciale pour la Journée sans achat", en collaboration avec l’ACEF du Sud-Ouest de Montréal et Équiterre. En 2009 et 2010, cette activité a pris la forme d'une campagne de vaccination baptisée « Acheter trop, c'est malade ! », durant laquelle les passants étaient invités à recevoir le vaccin « HA7AC » pour se protéger de la « Fièvre acheteuse ». En 2011, ce fut l'« Opération simplement Noël », en 2012 la campagne « Quand même un cadeau » et en 2013 « Un cadeau pour la Terre ».

## En France
En France, l'association Casseurs de pub a organisé, tous les ans entre 1999 et 2009, une « journée sans achat ».

## Dates
La date de la journée sans achat est en général le lendemain de Thanksgiving tel que célébré aux États-Unis, donc le vendredi suivant le quatrième jeudi de novembre. C'est le même jour que le Black Friday. Les dates en France ont été différentes dans les années 1999-2021 (dernier samedi de novembre). En 2024, les promoteurs en Angleterre l'ont fixée à une date similaire à la date américaine.